# 千光寺 (平戸市)

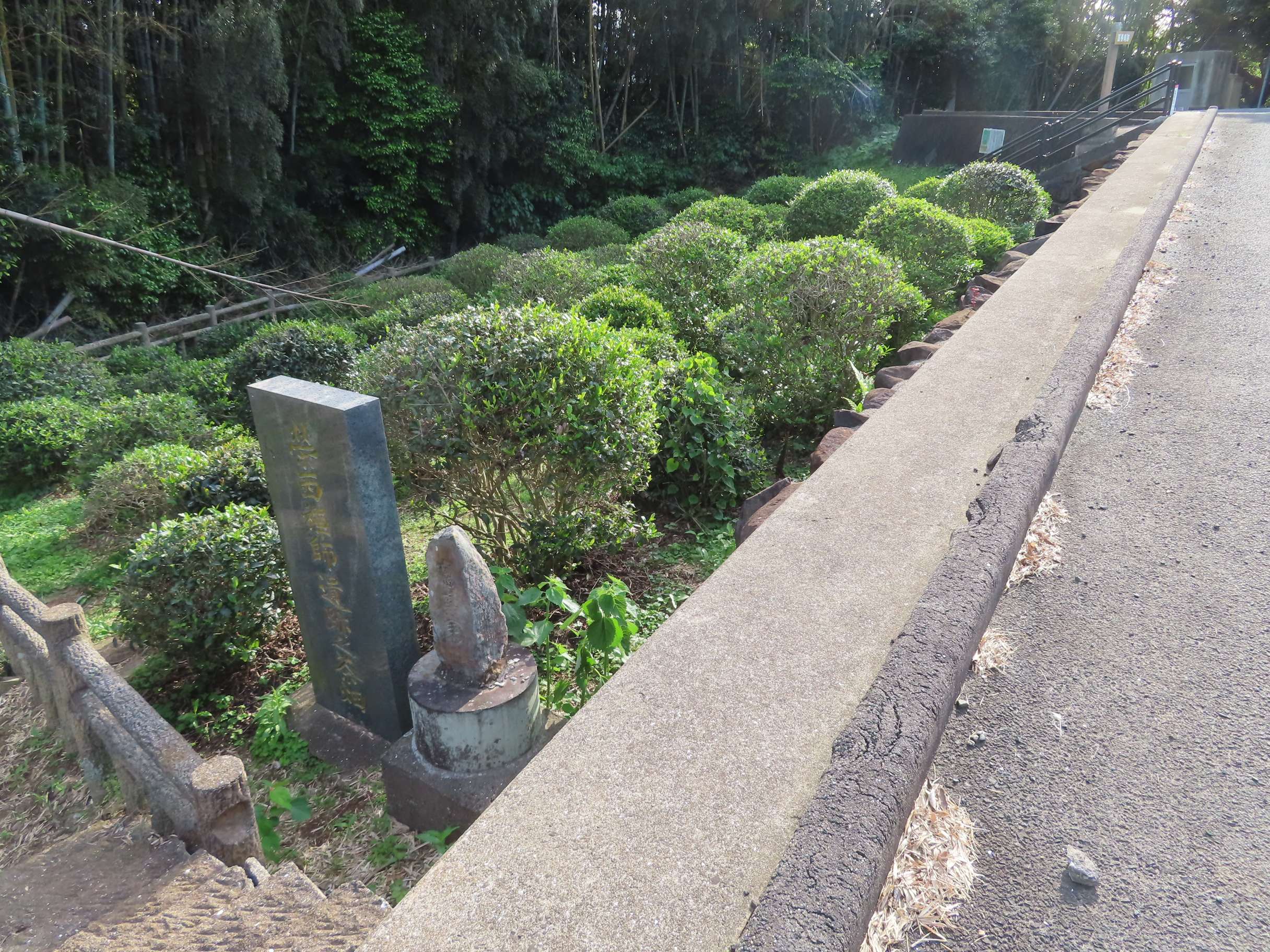
冨春園（茶畑）

千光寺 (せんこうじ)は、長崎県平戸市木引町にある臨済宗妙心寺派の寺院。山号は、龍燈明山。

## 由来
この寺は、もとは日本に初めてお茶をもたらした臨済宗の開祖・栄西禅師が1191年、二度目の入宋から帰国し初めて座禅を組んだ禅道場で、当時は、冨春庵といったが、江戸時代に盤珪永琢という名僧が、この寺を再興し、千光寺と名を改めた。栄西がもたらしたと伝えられる茶畑「冨春園」や栄西禅師が座禅を組んだという座禅石や「冨春庵」跡がある。この地は中国の冨春江と呼ばれる一帯を偲ぶ美しい眺めだったため、その名を選んだという。座禅石のそばには、梅林寺の猷禅老師によって千光祖師座禅石と書かれた碑が建てられている。寺の前を県道19号線が走っていて、茶畑は県道の反対側になる。

## 境内
境内には太子堂、観音堂、開祖千光塔(1787年建立)、栄西『興禅護国論』序文に書かれているといわれる「大哉心乎」(大いなるかな、心よ)の石碑などがある。

## 所在地・アクセス
- 長崎県平戸市木引町354-2
- 平戸桟橋から車で15分。

## 付近の観光スポット
- 平戸大橋
- 平戸ザビエル記念教会
- 平戸城